# Beatrix von der Provence

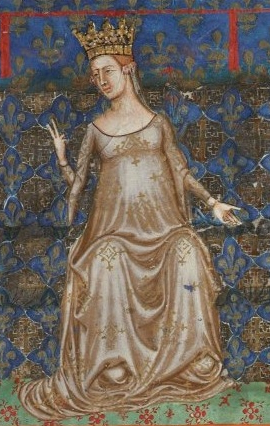
Darstellung von Beatrix in der sogenannten Anjou-Bibel aus der ersten Hälfte des 14. Jahrhunderts

Beatrix von der Provence (französisch Béatrice de Provence) (* 1231; † 23. September  1267) war eine Gräfin der Provence und Königin von Sizilien.

## Herkunft und Erbe

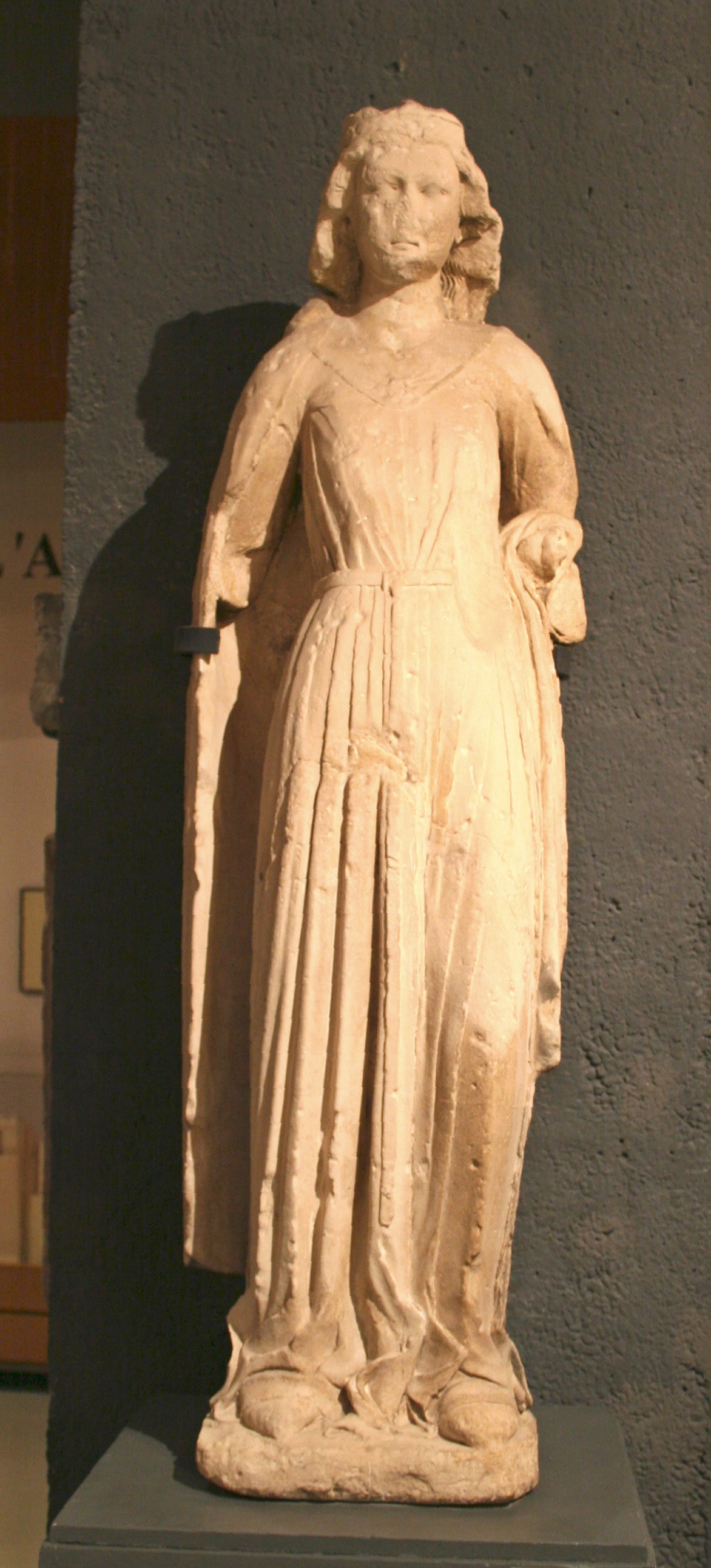
Statue der Beatrix von der Provence. (Musée d’histoire de Marseille)

Beatrix war die vierte und jüngste Tochter von Raimund Berengar V. von der Provence und dessen Frau Beatrix von Savoyen. Ihr Vater war Graf von der Provence, einer Grafschaft im Königreich Arelat, das unter der Oberhoheit der Römisch-Deutschen Könige stand. Schon ihre Mutter galt als Schönheit, und auch Beatrix und ihre drei Schwestern waren wegen ihres guten Aussehens berühmt. Im Gegensatz zu ihren drei älteren Schwestern war Beatrix noch unverheiratet, als ihr Vater im August 1245 starb. In seinem 1238 aufgestellten Testament hatte ihr Vater sie zur alleinigen Erbin der Grafschaften Provence und Forcalquier bestimmt, während ihre Schwestern nur die Geldbeträge erhalten sollten, die ihnen als Mitgift zugesagt worden waren. Da Beatrix noch minderjährig war, sollte ihre Mutter, unterstützt von Romoe de Villeneuve, dem Großvogt der Provence, und dem Baron Albeta de Tarascon die Regentschaft übernehmen.

## Begehrte Erbin der Provence
Da Beatrix nun eine reiche Erbin in einer politisch unruhigen Region war, war ihre Heirat eine Frage von internationaler Bedeutung. Bereits im März 1245 hatte Graf Raimund VII. von Toulouse um ihre Hand angehalten. Graf Raimund hatte sich bereits zuvor erfolglos um eine Ehe mit ihrer Schwester Sancha bemüht, doch da er für die Heirat einen päpstlichen Dispens benötigte, kam auch eine Heirat mit Beatrix nicht zustande. Nach dem Tod von Graf Raimund Berengar sandte Kaiser Friedrich II. eine Flotte unter dem Kommando von Andreoli di Mari in die Provence. Sie sollte, falls erforderlich, Beatrix entführen, um sie mit dem Kaisersohn Konrad zu verheiraten. König Jakob I. von Aragón sandte eine Armee an die Rhone, wobei unklar ist, ob diese Graf Raimund von Toulouse unterstützen oder sich Beatrix bemächtigen sollte, um sie mit einem von Jakobs Söhnen zu verheiraten. Angesichts dieser Bedrohungen verschanzte sich Beatrix Mutter mit ihrer Tochter in Aix. Dann wandte sie sich an Papst Innozenz IV. und bat ihn, die Grafschaft Provence unter päpstlichen Schutz zu stellen. Die kaiserliche Flotte hatte in der Provence nicht landen können und zog sich bis Mitte Oktober 1245 wieder nach Savona zurück. Möglicherweise wollte der Kaiser nun selbst über die Alpen in die Provence ziehen, doch die Ereignisse in Norditalien verhinderten diesen Plan.

## Heirat mit Karl von Anjou
Der Papst traf sich indessen Ende November und Anfang Dezember 1245 im Kloster Cluny mit dem französischen König Ludwig IX. Zum Gefolge des Papstes gehörten die Erzbischöfe Philipp von Lyon und Bonifatius von Canterbury, die beide Onkel von Beatrix waren. Der Papst und der französische König einigten sich darauf, dass Karl von Anjou, der jüngste Bruder des Königs, die Erbfolge in der Provence antreten sollte. Im Gegenzug sicherte der französische König dem Papst seinen Schutz gegen einen Angriff des Kaisers auf den Papsthof in Lyon zu. Während der Papst den Grafen von Toulouse noch im Glauben ließ, er würde einer Heirat von Beatrix und ihm zustimmen, marschierte Anfang 1246 eine von Karl von Anjou geführte Armee in die Provence ein. Die genauen Umstände des Einmarsches sind unklar, doch die von Erzbischof Philipp begleitete Armee traf offenbar ohne Widerstand vor Aix ein. Beatrix und ihre Mutter waren offenbar mit einer Heirat von Beatrix und Karl von Anjou einverstanden, die dann am 31. Januar 1246 stattfand. Der englische König Heinrich III. und sein Bruder Richard von Cornwall protestierten beim Papst, dass ihre Ehefrauen als Töchter von Graf Raimund Berengar faktisch enterbt worden waren, doch der Papst wies ihre Einwände am 1. März 1246 zurück. Karl von Anjou konnte damit die Herrschaft in der Provence übernehmen. Schon bald kam es aber zu Konflikten zwischen seinen Beamten und mit seiner Schwiegermutter Beatrix von Savoyen, die neben einem umfangreichen Wittum weitere Herrschaftsrechte in der Provence beanspruchte. Angesichts des Widerstands machte Karl von Anjou den Städten und den Adligen der Provence Zugeständnisse und suchte auch mit seiner Schwiegermutter eine Verständigung. Im März 1248 konnte ein vorläufiger Ausgleich erreicht werden, anschließend brach Karl von Anjou zusammen mit seiner Frau zum Kreuzzug auf, ohne dass die Machtfrage in der Provence abschließend geklärt war.

## Teilnahme am Kreuzzug
Beatrix begleitete ihren Ehemann auf dem Kreuzzug nach Ägypten. Bei der Überwinterung des Kreuzfahrerheers auf Zypern von 1248 auf das Jahr 1249 gebar sie einen Sohn, was dem Brief ihres Schwagers Robert von Artois an ihre Schwiegermutter Blanka von Kastilien zu entnehmen ist. Das Kind starb allerdings bald nach der Geburt und wurde im Dominikanerkonvent von Nikosia bestattet.
Nach ihrer Rückkehr vom Kreuzzug begleitete Beatrix ihren Mann Ende 1254 nach Paris, wo sie ihre drei Schwestern, ihre Mutter und weitere Angehörige traf. Das persönliche Treffen führte mit zu einer Verständigung zwischen Karl von Anjou und Beatrix Mutter, die sich schließlich aus der Provence zurückzog und ihrem Schwiegersohn die Herrschaft überließ.

## Königin von Sizilien
Karl von Anjou eroberte 1266 das Königreich Sizilien und vernichtete die Staufer (Hinrichtung Konradins am 29. Oktober 1268). 1282 verlor er Sizilien infolge des Volksaufstandes der „Sizilianischen Vesper“ an das Haus Aragón. Seine Herrschaft blieb auf das Königreich Neapel genannte Gebiet beschränkt. Die Nachkommen von Beatrix und Karl herrschten in Neapel von 1285 bis 1442, in Ungarn von 1308 bis 1382 und in Polen von 1370 bis 1382. Karl von Anjou wurde von seinem Bruder (und Schwager) Ludwig IX. militärisch und von seinem Schwager Heinrich III. von England finanziell unterstützt. Die finanzielle Unterstützung der Aktionen von Karl von Anjou in Italien (im Auftrage des Papstes) durch den englischen König Heinrich III. war auch ein Grund für die Opposition der Barone.
Gemäß ihrem letzten Willen wollte Beatrix in Saint-Jean-de-Malte in Aix-en-Provence bestattet werden, der traditionellen Grablege der Grafen von Provence. Ihr Mann setzte sich jedoch darüber hinweg und ließ sie im Dom von Neapel bestatten. Erst nachdem der Papst ihn dazu angehalten hatte, ihren Willen zu respektieren, transferierte er ihren Leichnam 1277 nach Aix.

## Nachkommen
Aus der Ehe mit Karl von Anjou gingen folgende Kinder hervor:
- Ludwig (*/† 1248 in Nikosia)
- Blanche (* um 1250; † 10. Januar 1269)
  - ⚭ 1266 mit Graf Robert III. von Flandern († 1322)
- Beatrix (* um 1252; † 1275)
  - ⚭ 1273 mit Philipp von Courtenay († 1283), Titularkaiser von Konstantinopel
- Karl II. der Lahme (* 1254; † 6. Mai 1309 in Neapel), König von Neapel
- Philipp (* 1256; † 1. Januar 1277 in Bari)
- Robert (* um 1258; † 1265)
- Isabella (* 1261; † 1304)
  - ⚭ 1272 mit König Ladislaus IV. von Ungarn († 1290)